# 미국 국립신경질환뇌졸중연구소

연구소 로고

미국 국립신경질환뇌졸중연구소(National Institute of Neurological Disorders and Stroke: NINDS)는 미국국립보건원(NIH) 산하 연구기관이다. 뇌와 신경계통에 대한 연구를 담당하고 있다.

## 설립 배경
제2차 세계 대전 종전 후, 미국에는 신경학적 손상을 입은 다수의 참전 군인들이 고향으로 귀환했다. 미국 의회는 이들을 치료하기 위한 목적으로, 신경질환관련 연구기관을 설립할 필요성을 느끼게 되었다. 그에 따라 1950년에 NINDS가 설립되었다.

## 역사

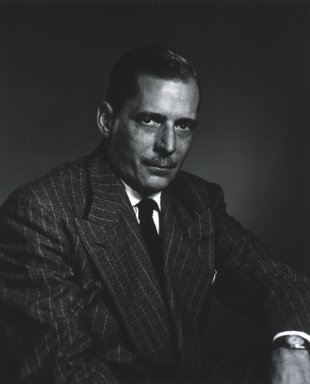
초대 연구소장, 피어스 베일리